# عبدالحمید ابوسلیمان
عبدالحمید احمد ابوسلیمان (۱۹۳۶ – ۲۰۲۱) محقق، متفکر، متخصص تعلیم و تربیت و نویسنده در زمینه اسلام و اصلاحات اسلامی بود. او رئیس مؤسسه بین‌المللی اندیشه اسلامی (IIIT) و رئیس مؤسس دانشگاه بین‌المللی اسلامی مالزی (IIUM) بین سال‌های ۱۹۸۹ و ۱۹۹۹ بود.

## پیشینه تحصیلی
ابوسلیمان به ترتیب در سال ۱۹۵۹ و ۱۹۶۳ مدرک لیسانس بازرگانی و کارشناسی ارشد علوم سیاسی را از دانشگاه قاهره دریافت کرد. ده سال بعد مدرک دکترای فلسفه در روابط بین‌الملل را از دانشگاه پنسیلوانیا گرفت. پایان‌نامه دکتری وی با عنوان «به سوی یک نظریه اسلامی روابط بین‌الملل: جهت‌گیری‌های نوین برای روش‌شناسی و اندیشه اسلامی» در قالب کتاب توسط انتشارات IIIT منتشر شد.

## حرفه
ابوسلیمان کار خود را به عنوان یک مدرس در دانشگاه ملک سعود در ریاض، آغاز کرد، از سال ۱۹۸۲ تا ۱۹۸۴ ریاست دپارتمان علوم سیاسی را بر عهده داشت. سپس به مالزی نقل مکان کرد و در آنجا به عنوان مدرس IIUM نیز خدمت کرد. در سال ۱۹۸۹، جانشین محمد عبدالرئوف از مصر به عنوان دومین رئیس IIUM شد و تا سال ۱۹۹۹ در این دفتر خدمت کرد. در دوران ریاست وی، IIUM از یک مدرسه متوسط با استاندارد دبیرستان به یک دانشگاه در سطح جهانی با ۱۵۰۰۰ دانش آموز تبدیل شد.
پس از دوران ریاست خود در IIUM، او به IIIT پیوست و رئیس آن شد.

## آثار عربی
- نظریه اقتصاد اسلامی: فلسفه و روشهای معاصر (۱۹۶۰م)،
- سیاست بریتانیا در عدن و حومه بین ۱۷۹۹ و ۱۹۶۱ پس از میلاد (پایان‌نامه کارشناسی ارشد) ۱۹۶۳،
- «نظریه اسلامی روابط بین‌الملل: جهت‌گیری‌های نوین اندیشه و روش‌شناسی اسلامی» (۱۹۷۳م)،
- «بحران ذهن مسلمان» (۱۹۸۶)،
- «معارف اسلامی: برنامه و دستاوردها» (۱۹۸۶م)
- خشونت و مدیریت تعارض سیاسی در اندیشه اسلامی بین اصل و انتخاب: بینش اسلامی (۲۰۰۲ م)
- موضوع ضرب و شتم زن (۲۰۰۳ پس از میلاد)،
- «بحران اراده و وجدان مسلمانان» (۲۰۰۴ میلادی)،
- اصلاحات اسلامی: ثابت و تغییر، تجربه دانشگاه اسلامی ۲۰۰۴ م.
- «مردی بین دو قانون» ۲۰۰۵
- «جزیره گنج: داستان آموزشی (برای جوانان و بزرگسالان)»
- «مسئله استبداد و فساد در اندیشه و تاریخ اسلامی ۲۰۰۷ م.»
- نگاه تمدنی جهانی قرآن ۲۰۰۹ میلادی.

## آثار انگلیسی
- Parent-Child Relations: A Guide to Raising Children, Washington: IIIT, 2013.
- The Qur'anic Worldview: A Springboard for Cultural Reform, Washington: IIIT, 2011.
- Revitalizing Higher Education in the Muslim World, Washington: IIIT, 2007.
- Marital Discord: Recapturing the Full Islamic Spirit of Human Dignity, Washington: IIIT, 2003.
- Crisis in the Muslim Mind (Trans. Yusuf Talal DeLorenzo), Washington: IIIT, 1993.
- Towards an Islamic Theory of International Relations, Washington: IIIT, 1993.